# بتان رابرتز
بتان رابرتز (انگلیسی: Bethan Roberts؛ زادهٔ ۱۴ مهٔ ۲۰۰۳) بازیکن فوتبال اهل انگلستان است که در پست مدافع اخیرا برای باشگاه ردینگ در سوپر لیگ زنان انگلستان بازی می‌کند.
وی همچنین در تیم ملی فوتبال زیر ۱۹ سال زنان انگلستان بازی کرده است.